# Monte Carlo Open 1983
Il Monte Carlo Open 1983 è stato un torneo di tennis giocato sulla terra rossa. 
È stata la 76ª edizione del Monte Carlo Open, che fa parte del Volvo Grand Prix 1983.
Si è giocato al Monte Carlo Country Club di Roquebrune-Cap-Martin in Francia vicino a Monte Carlo,
dal 28 marzo al 3 aprile 1983.

## Campioni

### Singolare
Mats Wilander ha battuto in finale  Mel Purcell con il punteggio di 6–1, 6–2, 6–3

### Doppio
Heinz Günthardt /  Balázs Taróczy hanno battuto in finale  Henri Leconte /  Yannick Noah con il punteggio di 6–2, 6–4